# Ricardo González Fonseca
Ricardo Alonso González Fonseca (San José, 6 marzo 1974) è un ex calciatore costaricano, di ruolo portiere.

## Carriera

### Club
Debuttò in Costa Rica col Sagrada Familia, poi passò al Carmelita. Nel 1996 passa alla Liga Deportiva Alajuelense. Nel 2005 non ha attività in Costa Rica e giocò per il Comunicaciones in Guatemala. Per l'Apertura 2006 ritornò alla LD Alajuelense, quindi passò al CS Herediano.
Dopo aver giocato successivamente con l'Uruguay de Coronado e con il Belén, si è ritirato nell'agosto 2014.

### Nazionale
González è stato un membro della squadra Nazionale della Costa Rica, con la quale ha fatto il suo debutto in amichevole contro la Giamaica il 27 settembre 1995 e ha partecipato alla Coppa America del 2001 in Colombia ed alla Coppa America del 2004 in Perù. Giocò anche la Gold Cup 2003. È stato convocato per le partite di qualificazione al Mondiale 2010 in Sudafrica.